# 青森県道12号鰺ケ沢蟹田線

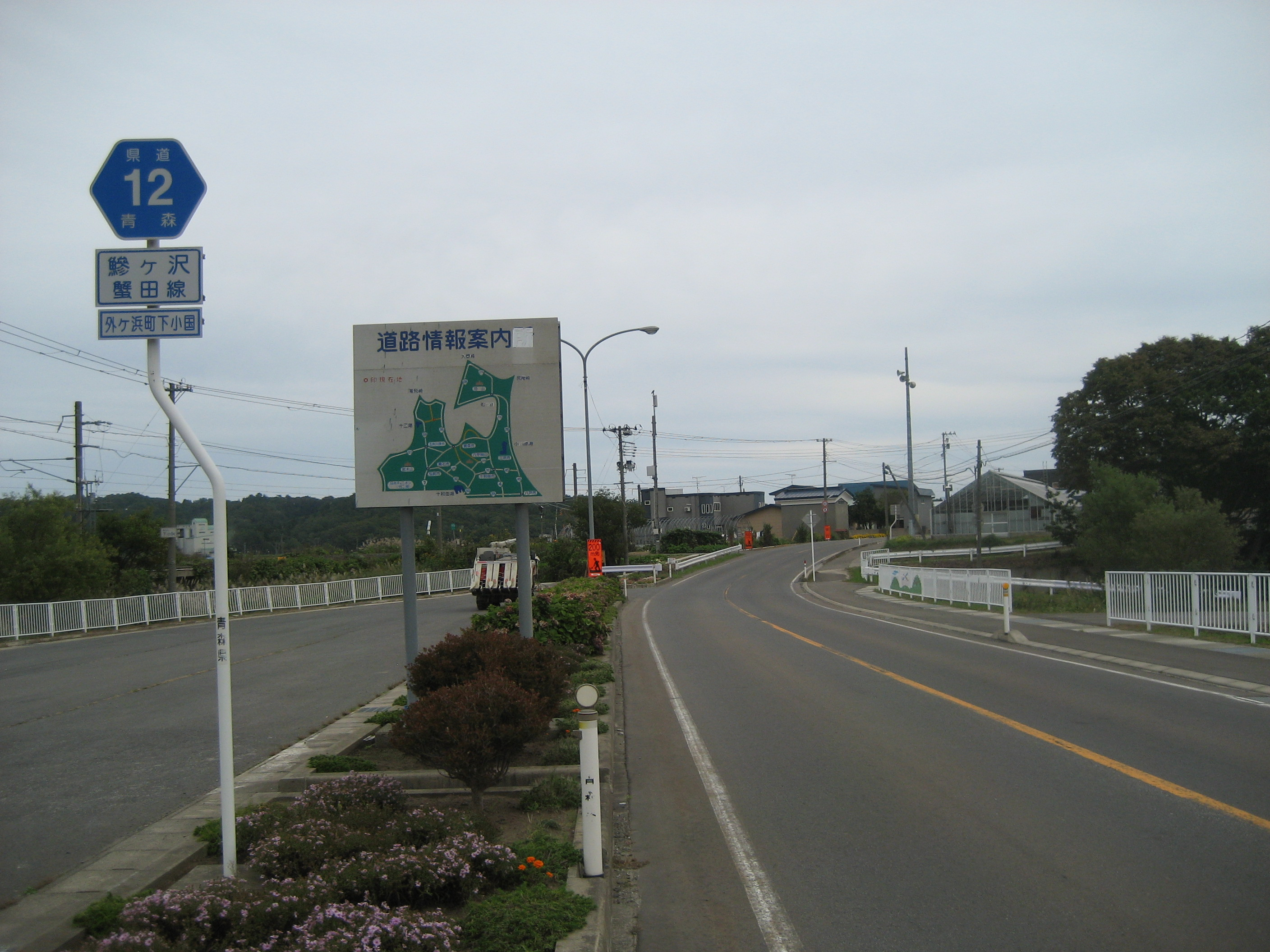
外ヶ浜町下小国付近

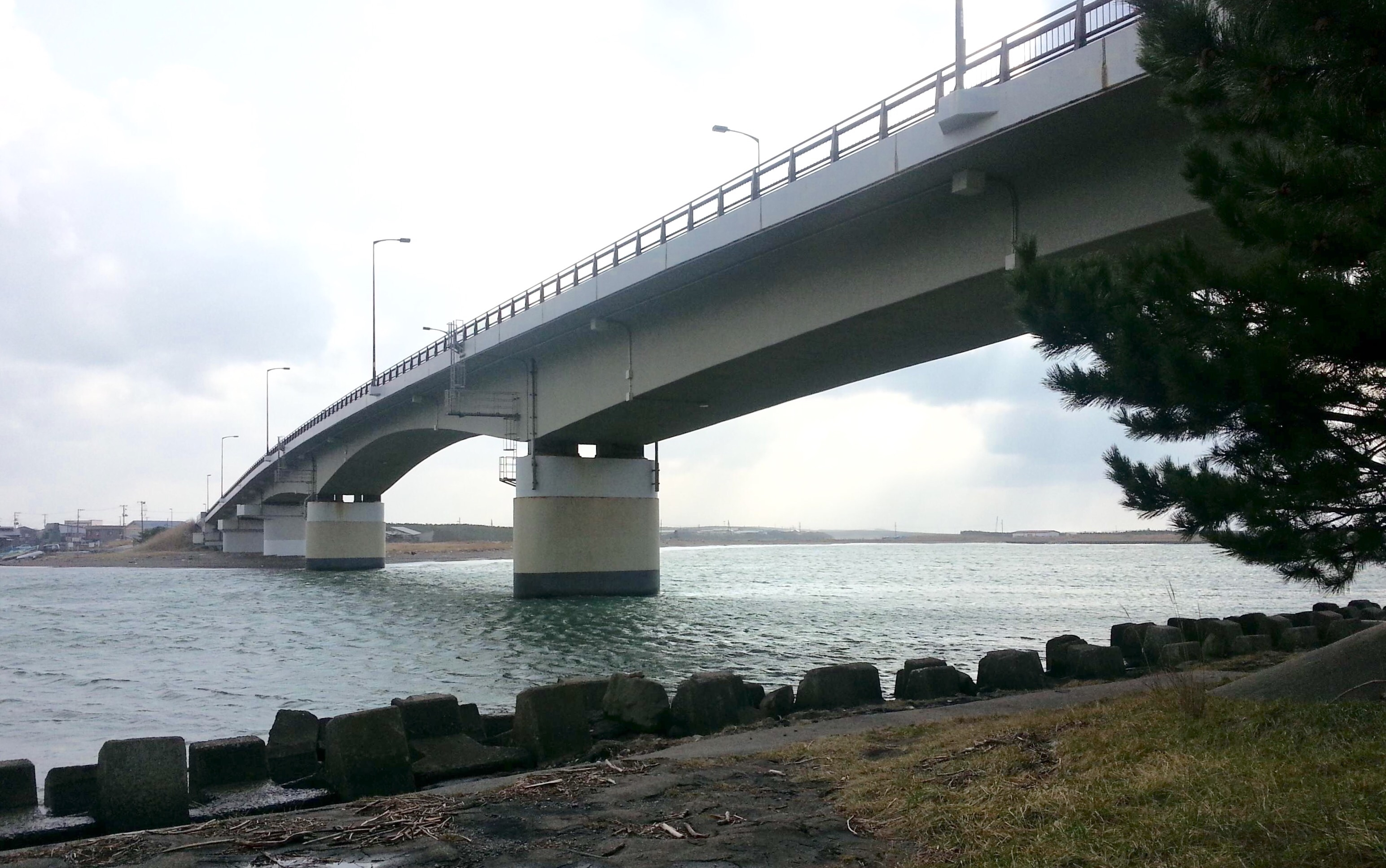
十三湖大橋

青森県道12号鰺ケ沢蟹田線（あおもりけんどう12ごう あじがさわかにたせん）は、青森県西津軽郡鰺ヶ沢町から東津軽郡外ヶ浜町に至る県道（主要地方道）である。

## 概要
起点は鰺ヶ沢町の国道101号上で、つがる市木造越水まで重複したのち、津軽平野を北上する。
岩木川の河口にあたる十三湖の西側を北上して十三湖大橋で跨ぐ。十三湖の北・五所川原市磯松で国道339号に合流して東へ進路を変えて中泊町今泉まで重複する。
中泊町今泉から北へ分岐し津軽半島を横断し、外ヶ浜町蟹田の終点で国道280号に接続する。
中泊・外ヶ浜間はやまなみラインと呼ばれる。中泊・外ヶ浜町境の中山峠にはやまなみトンネルが開通し、半島を横断する3本の主要地方道（他は青森県道2号屏風山内真部線、青森県道26号青森五所川原線）では最も整備が進み、かつ唯一通年通行可となっている。なお、やまなみラインの開通記念碑は中山峠の外ヶ浜側にあったが、やまなみトンネルの開通で中山峠の旧道区間が廃道となったため、やまなみトンネル外ヶ浜側坑口付近に移設された。

### 路線データ
- 総延長：68.8 km[要出典]
- 起点：西津軽郡鰺ケ沢町[1]
- 終点：東津軽郡外ヶ浜町（国道280号交点）[1]
- 重要な経過地 : つがる市、五所川原市[1]

## 歴史
- 1961年（昭和36年）2月10日 - 県道に認定される[1]。
- 1993年（平成5年）5月11日 - 建設省により県道鰺ケ沢蟹田線が主要地方道鰺ヶ沢蟹田線に指定される[2]。

## 路線状況
鯵ヶ沢町から五所川原市十三の区間にはこの県道にほぼ平行する屏風山広域農道があるが、農道は12月1日より翌年3月31日まで冬季閉鎖となる。

### 重複区間
- 国道101号 : 起点 - つがる市木造越水
- 国道339号 : 五所川原市磯松 - 北津軽郡中泊町今泉

### 道路施設
- 道の駅十三湖高原（国道339号重複区間）
- やまなみトンネル

## 地理

### 通過する自治体
- 西津軽郡鯵ヶ沢町
- つがる市
- 五所川原市
- 北津軽郡中泊町
- 東津軽郡外ヶ浜町

### 交差する道路
- 国道101号
- 青森県道31号弘前鯵ケ沢線（国道101号重複区間）
- 青森県道267号山田鰺ケ沢線（国道101号重複区間）
- 青森県道187号越水木造線
- 青森県道186号桑野木田南広森線
- 青森県道185号出来島丸山線
- 青森県道114号菰槌木造線
- 青森県道161号豊川館岡線
- 青森県道2号屏風山内真部線
- 青森県道228号高山稲荷神社線
- 青森県道43号五所川原車力線
- 青森県道189号富萢薄市線
- 国道339号
- 青森県道14号今別蟹田線
- 国道280号（終点）

### 沿線の施設など
- 大溜池
- 亀ヶ岡石器時代遺跡
- 田小屋野貝塚
- 牛潟池
- つがる市役所車力支所（旧:車力村役場）
- つがる市立車力小学校
- 袴形池
- つがるにしきた農業協同組合 富萢支店
- 十三湖
- 十三郵便局
- JR東日本 津軽線
  - 大平駅
  - 中小国駅
- 外ヶ浜警察署